# Menthe-coq
Tanacetum balsamita
Pour les articles homonymes, voir Coq (homonymie).
Espèce
Classification phylogénétique
Tanacetum balsamita, la menthe-coq (ou cost, issu de son ancien nom de Costum) ou grande balsamite, est une espèce de plantes à fleurs de la famille des Astéracées (Composées) cultivée dans les jardins comme plante ornementale et médicinale.
Synonymes selon BioLib (17 décembre 2024) :
- Balsamita major Desf.
- Chrysanthemum balsamita (L.) Baill.

Noms communs : grande balsamite, menthe-coq, menthe de Notre Dame, tanaisie des jardins, baume-coq ; de : Balsamkraut, en : costmary, it : erba-amara balsamica, erba buona.

## Description
C'est une plante aromatique vivace, assez grande, jusqu'à 1,2 m, exhalant un parfum agréable rappelant celui des menthes. Les feuilles sont simples, ovales, d'une consistance ferme et à bords crénelés. Les feuilles inférieures sont longuement pétiolées, mais les feuilles supérieures sessiles embrassent la tige. Les fleurs sont groupées en petits capitules, de 5 à 6 mm de diamètre, eux-mêmes groupés en corymbes sur une tige dressée. La plante est vivace par sa tige souterraine rampante qui émet des bourgeons.

## Aire de répartition
La grande balsamite est originaire d'Asie occidentale et du Caucase. C'est une plante de climat tempéré, largement naturalisée  en Europe, en Afrique du Nord et en Amérique du Nord.

## Utilisation
Les feuilles, de saveur un peu amère, sont parfois utilisées pour aromatiser les salades et les liqueurs, mais le Moyen Âge s'en est aussi abondamment servi pour la préparation d'onguents et de parfums ; elles servaient d'ailleurs à aromatiser la bière appelée ale en Angleterre. Elle fait partie des plantes dont la culture est recommandée dans les jardins et potagers du domaine royal par le capitulaire De Villis (c.800).